# Bruggmannia longicauda
Bruggmannia longicauda är en tvåvingeart som först beskrevs av Jean-Jacques Kieffer 1913.  Bruggmannia longicauda ingår i släktet Bruggmannia och familjen gallmyggor. Inga underarter finns listade i Catalogue of Life.